# 베이비 돌 제이콥슨
윌리엄 체스터 "베이비 돌" 제이콥슨(William Chester "Baby Doll" Jacobson, 1890년 8월 16일~1977년 1월 16일)은 미국의 프로 야구 선수로, 선수 시절 포지션은 외야수였다. 11시즌 동안 메이저 리그 베이스볼(MLB)의 디트로이트 타이거스, 세인트루이스 브라운스, 보스턴 레드삭스, 클리블랜드 인디언스, 필라델피아 애슬레틱스 등지에서 뛰었다.
전성기 시절 아메리칸 리그(AL)에서 최고의 타자 중 한 명이었다. 7시즌 연속으로 3할 이상의 타율을 기록했으며, 특히 1920년에는 .355, 1921년에는 .352의 타율을 기록했다. 1922년에 122타점으로 베이브 루스 다음으로 타점 부문 2위에 올랐다. 통산 타율 .311을 기록했으며, 아메리칸 리그 최우수 선수상 투표에서 10위권 내에 든 적이 두 차례 있었다. 1919년부터 1926년까지의 8시즌 동안 1,473안타를 쌓아 올렸는데, 이는 같은 기간 미국 야구 명예의 전당에 헌액된 샘 라이스(1,639), 로저스 혼즈비(1,626), 해리 헤일먼(1,556), 조지 시슬러(1,495), 타이 콥(1,478)에 이어 6위에 해당하는 수치였다.
또한 당대 최고의 수비력을 보여준 외야수 중 한 명이었다. 1924년 488개의 풋아웃을 기록했는데 이는 1928년까지 메이저 리그 기록으로, 1948년까지 아메리칸 리그 기록으로 남아 있었다.